# فرانشيسكو تشالو
فرانشيسكو ألكسندر لاسيردا تشالو (بالبرتغالية: Francisco Alexandre Lacerda Chaló؛ مواليد 10 فبراير 1964) هو مدرب كرة قدم برتغالي ولاعب كرة قدم سابق.

## المسيرة
وُلِد تشالو في إرميسيندي، منطقة بورتو الحضرية، وبدأ التدريب على مستوى المنطقة مع ناديي أكاديميكو دي فيزيو وبيدراس روبراس. بعد أن قاد الأخير إلى الدرجة الثالثة، أمضى ثلاث سنوات مع نادي فييرينسي في دوري الدرجة الثانية. في 30 مايو 2007، انتقل إلى الدوري البرتغالي الممتاز، خلفًا لفرناندو ميرا في نادي نافال.  أُقيل في 16 سبتمبر، بعد أن حصد نقطتين من أربع مباريات.
ثم عاد تشالو إلى فييرينسي في الدرجة الثانية لمدة 18 شهرًا، وأُخرج من النادي في ديسمبر 2009 عندما كانوا في المركز الرابع. في 8 مارس 2011، وقع مع نادي بينفايل لبقية الموسم، وكان مكلفًا بتجنب الهبوط.
في مارس 2013، عُيّن تشالو مدربًا لنادي كوفيليا بعد رحيل فانا. وبعد أن قادهم إلى منطقة الأمان، حقق لهم مركزًا في منتصف جدول الترتيب في الموسم التالي. ورغم اهتمام الأندية بخدماته، بقي مع فريق ليويس دا سيرا، وقادهم إلى المركز الرابع – وهو أفضل مركز لهم منذ انطلاق الدوري البرتغالي الدرجة الثانية – في موسم 2014–15، وخسروا فرصة الصعود إلى الدوري البرتغالي الممتاز بفارق الأهداف.
مع بداية موسم 2015–16، كان من المتوقع أن يكون كوفيليا أحد المرشحين للفوز بالسباق نحو الصعود، ولكن بسبب سلسلة من النتائج السيئة خلال النصف الأول من الموسم، تمكن فريقه فقط من إنهاء الموسم في المركز الرابع عشر، بفارق 22 نقطة أقل من موسمهم السابق، ورحل.
في ديسمبر 2016، عاد تشالو إلى الإدارة بتوقيع عقد لمدة عام واحد مع نادي أكاديميكو دي فيزيو. غادر في فبراير 2018 بعد سلسلة من سبع مباريات دون فوز، وتولى المنصب في نادي ليتشويس من نفس الدوري بعد أيام.
في يونيو 2018، مع بقاء عام واحد على عقده مع النادي من متزنيش، ألغاه وانضم إلى نادي بارادو في الدوري الجزائري للمحترفين 1. غادر النادي في أغسطس 2020.
في عام 2022، عاد إلى نادي بارادو. غادر بعد سلسلة من النتائج السيئة خلال النصف الأول من الموسم.
في 18 سبتمبر 2023، عُيّن تشالو مدربًا لنادي كاظمة في الدوري الكويتي. وبعد ثلاثة أشهر، تمت إقالته.

## الإحصاءات التدريبية
آخر تحديث لعبت المباراة في 24 ديسمبر 2022.
| الفريق              | من             | إلى            | السجل | السجل | السجل | السجل | السجل | السجل | السجل | السجل      |
| الفريق              | من             | إلى            | ل.م   | ف     | ت     | خ     | له    | عليه  | ف.أ   | نسبة الفوز |
| ------------------- | -------------- | -------------- | ----- | ----- | ----- | ----- | ----- | ----- | ----- | ---------- |
| فييرينسي            | 11 يونيو 2003  | 7 فبراير 2006  | 21    | 5     | 5     | 11    | 25    | 36    | −11   | 023٫81     |
| نافال               | 1 يوليو 2007   | 16 سبتمبر 2007 | 3     | 0     | 2     | 1     | 2     | 4     | −2    | 000٫00     |
| فييرينسي            | 27 مايو 2008   | 14 ديسمبر 2009 | 48    | 18    | 14    | 16    | 61    | 50    | +11   | 037٫50     |
| بينفايل             | 8 مارس 2011    | 18 مايو 2012   | 50    | 17    | 14    | 19    | 64    | 65    | −1    | 034٫00     |
| كوفيليا             | 1 مارس 2013    | 30 يونيو 2016  | 166   | 60    | 47    | 59    | 196   | 185   | +11   | 036٫14     |
| أكاديميكو دي فيزيو  | 5 ديسمبر 2016  | 6 فبراير 2018  | 51    | 21    | 16    | 14    | 67    | 61    | +6    | 041٫18     |
| ليتشويس             | 8 فبراير 2018  | 28 يونيو 2018  | 15    | 5     | 5     | 5     | 20    | 16    | +4    | 033٫33     |
| بارادو              | 1 يوليو 2018   | 30 يونيو 2020  | 67    | 30    | 17    | 20    | 89    | 55    | +34   | 044٫78     |
| ديسبورتيفو تروفينسي | 22 نوفمبر 2021 | 19 أبريل 2022  | 19    | 4     | 5     | 10    | 18    | 26    | −8    | 021٫05     |
| بارادو              | 11 مايو 2022   | 30 ديسمبر 2022 | 22    | 6     | 5     | 11    | 17    | 28    | −11   | 027٫27     |
| المجموع             | المجموع        | المجموع        | 462   | 166   | 130   | 166   | 559   | 526   | +33   | 035٫93     |

## وصلات خارجية
- Francisco Chaló على موقع قاعدة بيانات كرة القدم.إي يو (الإنجليزية)
- فرانشيسكو تشالو على ForaDeJogo (مؤرشف)
- فرانشيسكو تشالو، إحصائيات المدرب على ForaDeJogo